# انگس دیتون
انگس استوارت دیتون (انگلیسی: Angus Stewart Deaton؛ زادهٔ ۱۹ اکتبر ۱۹۴۵) اقتصاددان اسکاتلندی-آمریکایی است که در سال ۲۰۱۵ میلادی به دلیل کار بر روی مصرف، رفاه و فقر برندهٔ جایزه نوبل اقتصاد شده‌است. وی در کتاب «فرار بزرگ: سلامت، ثروت و ریشه‌های نابرابری» (۲۰۱۳ میلادی) به تبیین و تشریح روابط فی‌مابین مؤلفه‌های این موضوع می‌پردازد.
دیتون در ادینبرو، اسکاتلند متولد شد. لیسانس، فوق‌لیسانس و پی‌اچ‌دی خود را در سال ۱۹۷۵ میلادی از دانشگاه کمبریج، با پایان‌نامه‌ای با عنوان مدل‌های تقاضای مصرف‌کننده و اعمال آنها به بریتانیا دریافت کرد. او پیش از انتقال در سال ۱۹۸۳ میلادی به دانشگاه پرینستون استاد اقتصادسنجی در دانشگاه بریستول بود. او استاد کرسی دوایت آیزنهاور روابط بین‌الملل و استاد اقتصاد و روابط بین‌الملل در مدرسه وودرو ویلسون و دانشکده اقتصاد در پرینستون است. او دارای شهروندی بریتانیا و آمریکا است.